# Vezins
Vezins é uma comuna francesa na região administrativa da Pays de la Loire, no departamento de Maine-et-Loire. Estende-se por uma área de 18,36 km². Em 2010 a comuna tinha 1 751 habitantes (densidade: 95,4 hab./km²).